# (6002) Eetion
(6002) Eetion ist ein Asteroid aus der Gruppe der Jupiter-Trojaner. Damit werden Asteroiden bezeichnet, die auf den Lagrange-Punkten auf der Bahn des Jupiter um die Sonne laufen. (6002) Eetion wurde am 8. September 1988 von Poul Jensen am Observatorium Brorfelde (IAU-Code 054) entdeckt. Er ist dem Lagrangepunkt L5 zugeordnet.
Der Himmelskörper wurde nach Eetion benannt, der in der griechischen Mythologie König der Kilikes mit Residenz in Thebe in Mysien ist, und der Vater von Andromache und Schwiegervater von Hektor ist.